# Doridunculus echinulatus
Doridunculus echinulatus is een slakkensoort uit de familie van de Akiodorididae. De wetenschappelijke naam van de soort werd in 1878 voor het eerst geldig gepubliceerd door Georg Ossian Sars.